# The Absent One - Battuta di caccia
The Absent One - Battuta di caccia (Fasandræberne) è un film del 2014 diretto da Mikkel Nørgaard e tratto dal romanzo omonimo di Jussi Adler-Olsen. È il seguito del film del 2013 Carl Mørck - 87 minuti per non morire e il predecessore di A Conspiracy of Faith - Il messaggio nella bottiglia del 2016. Il film vede l'attore Nikolaj Lie Kaas nei panni del protagonista, l'ispettore Carl Mørck, e Fares Fares in quelli del suo misterioso assistente Assad.

## Trama
L'ispettore Carl Mørck si convince a indagare su un caso del 1994 solo quando il padre delle vittime si suicida poco dopo averlo avvicinato, una notte, per consegnargli una scatola contenente materiale sul caso che ha accumulato nel tempo trascorso da allora. Attraverso le indagini la sezione Q arriverà a dubitare che il colpevole sia davvero il giovane accusato e gli indizi confluiranno su un suolo pericoloso: quello di un prestigioso collegio dal quale sono usciti pezzi grossi dell'attuale "establishment" danese.